# Camellia oconoriana
Camellia oconoriana är en tvåhjärtbladig växtart som beskrevs av Orel, Curry och Luu. Camellia oconoriana ingår i släktet Camellia och familjen Theaceae. Inga underarter finns listade i Catalogue of Life.